# 鳥取県道27号網代港線
鳥取県道27号網代港線（とっとりけんどう27ごう あじろこうせん）は、鳥取県岩美郡岩美町を通る県道（主要地方道）である。

## 概要

### 路線データ
- 起点：鳥取県岩美郡岩美町岩本（岩本簡易郵便局・網代港臨港道路交点）
- 終点：鳥取県岩美郡岩美町大谷（山陰近畿自動車道大谷IC）
- 総延長：1,794m

## 歴史
- 1954年（昭和29年）1月20日 - 建設省（現・国土交通省）が主要地方道網代港線を指定。
- 1984年（昭和59年）8月31日 -　鳥取県道27号網代港線となる。
- 1993年（平成5年）5月11日 - 建設省から、主要県道網代港線が網代港線として主要地方道に再指定される[1]。
- 2015年（平成27年）3月31日 - 鳥取県告示第218号により、岩美郡岩美町岩本 - 岩美郡岩美町大谷間の経路を変更、岩美郡岩美町網代（網代漁港） - 網代隧道 - 岩美郡岩美町岩本（岩本簡易郵便局）間が岩美町道に移行した[2][3]。これに伴い、起点が岩美郡岩美町岩本（岩本簡易郵便局）、終点が岩美郡岩美町大谷（山陰近畿自動車道大谷IC）に変更され、鳥取県道155号網代港岩美停車場線とは網代港臨港道路を介して接続する形に改められた。

## 路線状況

### 重複区間
- 鳥取県道294号網代港大岩停車場線（岩美郡岩美町大谷 - 大谷中央交差点）

## 地理

### 通過する自治体
- 岩美郡岩美町

### 交差する道路
- 網代港臨港道路（岩美郡岩美町岩本（岩本簡易郵便局前）・起点） - この道路を介して鳥取県道155号網代港岩美停車場線と接続
- 鳥取県道294号網代港大岩停車場線（岩美郡岩美町大谷）
- 国道178号・鳥取県道294号網代港大岩停車場線（岩美郡岩美町大谷・大谷中央交差点）
- 山陰近畿自動車道大谷IC（岩美郡岩美町大谷、終点）

### 沿線にある施設など
- 網代漁港